# 横渟屯倉
横渟屯倉（よこぬのみやけ）は、古墳時代の无邪志国（无邪志国造が支配した国）にあった屯倉。位置はのちの律令制における武蔵国横見郡（現在の埼玉県比企郡吉見町）と推測される。
『日本書紀』によれば、笠原使主が同族の小杵と武蔵国造の地位を争った安閑天皇元年（534年）閏12月の武蔵国造の乱において、大和朝廷と結び武蔵国造と認められた使主は、上毛野小熊と組んだ同族の小杵に勝利した。使主はその後に代償として朝廷に当屯倉と橘花屯倉、多氷屯倉、倉樔屯倉を献上したという（詳細は武蔵国造の乱を参照）。